# Trattato di Compiègne (1764)
Il trattato di Compiègne firmato il 6 agosto 1764, è stato un accordo con il quale la Repubblica di Genova concedeva alla Francia di continuare l'occupazione militare di Ajaccio, Calvi e Saint-Florent, iniziata nel 1756, oltre che di Bastia e Algajola, per un periodo di quattro anni. Il trattato prevedeva che le guarnigioni francesi sarebbero state ritirate dall'isola non appena Genova fosse riuscita a rovesciare la Repubblica di Corsica di Pasquale Paoli. L'occupazione francese dell'isola sarebbe stata poi ratificata de facto, alla scadenza del trattato, con il Trattato di Versailles (1768).